# Manuel García Solá
Manuel Guillermo García Solá (Santa Fe (Argentina), 14 de noviembre de 1953) es un abogado, empresario, ganadero y político argentino que ejerció como ministro de Educación durante el último medio año de la presidencia de Carlos Menem.

## Biografía
Se recibió de abogado en la Universidad de Buenos Aires pero se dedicó a la ganadería, ya que es propietario de una importante superficie de campos en las provincias del Chaco y Formosa, superando las 10 000 hectáreas. Es sobrino de un dirigente del Movimiento de Integración y Desarrollo, se afilió a ese partido en su juventud.
Radicado desde su juventud en el Chaco, en 1993 fue nombrado vicepresidente de Confederaciones Rurales Argentinas. Ese mismo año, el gobernador Rolando Tauguinas lo nombró Ministro de Gobierno, Justicia y Educación de la provincia. Durante su mandato se concentró en evitar el ausentismo docente endureciendo el sistema de licencias de los maestros. Al año siguiente fue también miembro del Jury de Enjuiciamiento de la provincia del Chaco.
En 1995 fue nombrado miembro del Consejo de la Magistratura de la Nación, y poco después también miembro del Consejo Nacional de Seguridad.
En abril de 1996, la ministra Susana Decibe lo nombró Secretario de Programación y Evaluación Educativa del Ministerio de Educación de la Nación, que es generalmente considerado el equivalente a un viceministro de esa área.
Acompañó la gestión de Decibe, sustentando la Ley Federal de Educación, y respaldó los reclamos de la ministra en defensa de los recursos para el ministerio. En diciembre de 1998 estuvo a punto de perder su cargo para ser reemplazado por la tucumana Olijela del Valle Rivas, pero se negó a renunciar y fue sostenido por Decibe.
Cuando en mayo de 1999 Decibe se enfrentó al Jefe de Gabinete Rodríguez por el retiro de una partida de unos 200 millones de dólares que se le habían asignado a su ministerio, García Solá la respaldó. Pero cuando, el día 7, la ministra presentó su renuncia, su segundo aceptó el cargo de Ministro.
Al asumir su cargo debió enfrentar un paro general de los sindicatos educativos, especialmente de Ctera y la oposición de las universidades, guiadas por el rector de la Universidad de Buenos Aires, Oscar Shuberoff. Pidió tranquilidad a los estudiantes y aseguró que las universidades no cerrarían, pese a los pronósticos que circulaban en ese sentido; afirmó también que durante el gobierno del presidente Carlos Menem se llevaban construidas unas 6700 escuelas, englobando en el número las refacciones.
Su breve gestión se extendió entre abril y diciembre de 1999. Tras su paso por el Ministerio fue denunciado por el director de Investigaciones de la Oficina Anticorrupción, Manuel Garrido, por supuestas negociaciones incompatibles con la función pública. La denuncia cuestionaba sucesivos contratos —supuestamente irregulares y por 800 000 pesos, una cifra inusualmente alta— al encuestador Hugo Haime para realizar diversos sondeos de opinión para el Ministerio de Educación.
Tras su salida del Gobierno Nacional, se dedicó a trabajar en la política de su provincia, Chaco, donde como representante del Partido Justicialista intentó infructuosamente en dos oportunidades, presentarse como candidato a gobernador de la misma por el justicialismo, siendo derrotado en ambas oportunidades por Jorge Capitanich. En 2003 presentó una candidatura a Intendente de la ciudad de Resistencia, resultando derrotado por Aída Ayala. Tras esta elección sería convocado durante la primera gestión de Capitanich para administrar la Bolsa de Comercio de la Provincia, entidad creada en 1980 y reflotada el 6 de junio de 2009; García Solá fue elegido presidente de la entidad en septiembre de ese año, siendo reelegido dos años más tarde.
Se dedicó también a sus empresas agropecuarias, e incursionó en los negocios de exportación de semen bovino y vacunas, especialmente a Venezuela. Fue mencionado en un escándalo suscitado por supuestas declaraciones del embajador argentino en ese país, sobre tráfico de influencias.
En 2022 asumió como miembro del directorio del Conicet en representación del sector Agro. Renunció en 2024 en protesta por la persecución ideológica por parte del gobierno de Javier Milei a becarios e investigadores.